# Van Gogh, el suïcidat per la societat

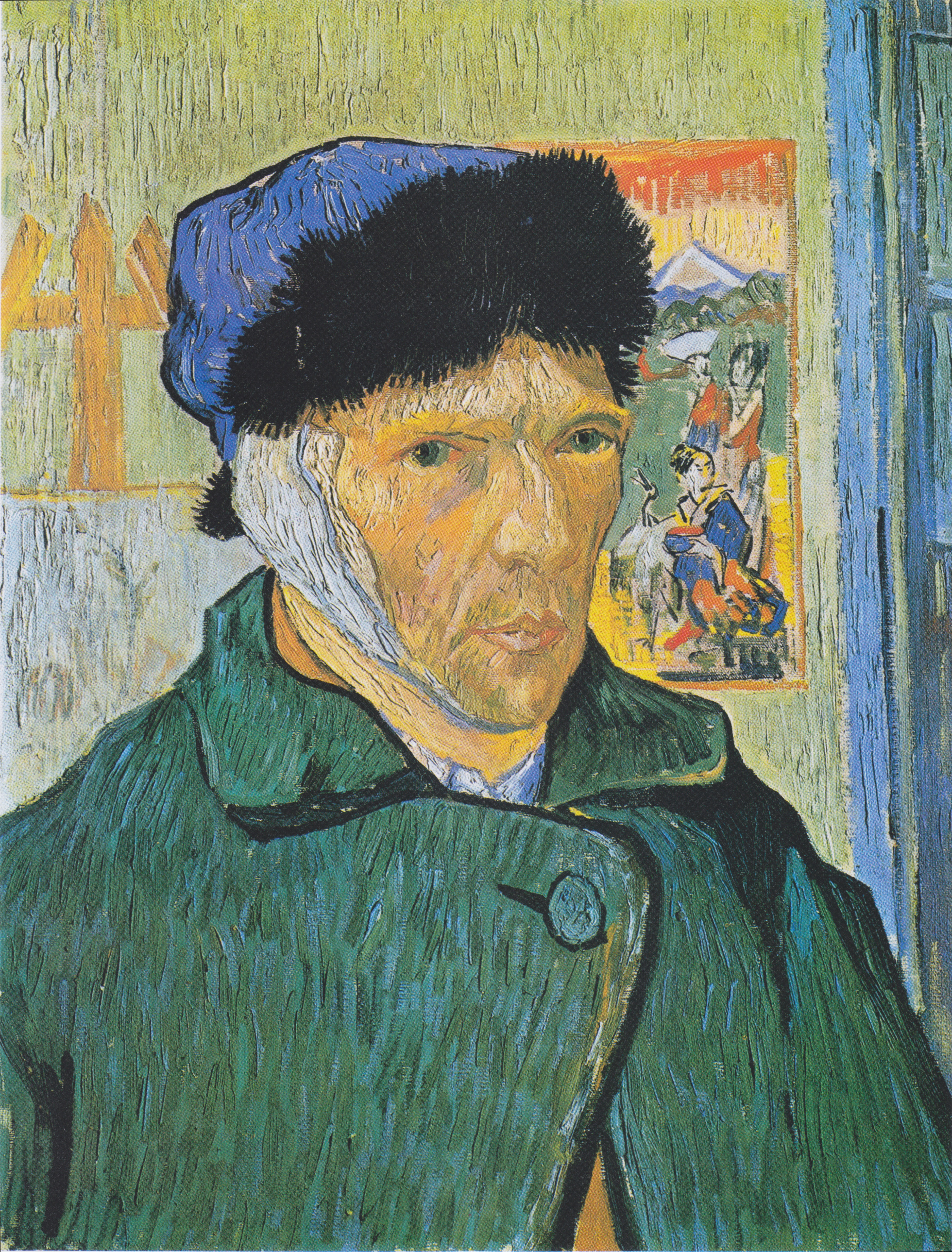
Autoretrat amb orella embenada, quadre del pintor holandès Vincent Van Gogh. Artaud denuncia la psiquiatria d'haver empés a la bogeria i al suïcidi a Van Gogh

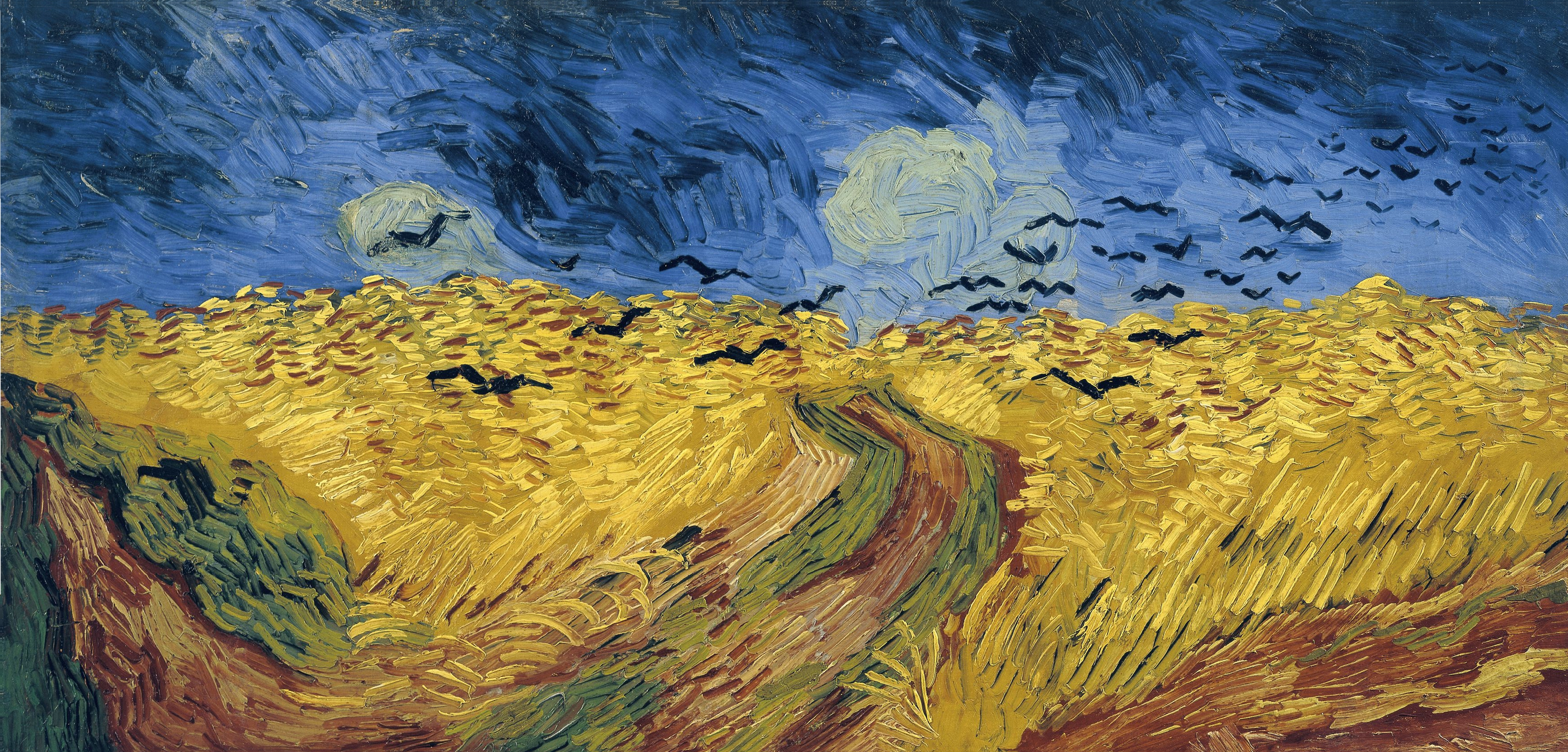
Bladar amb corbs (1890), una de les darreres pintures de Van Gogh. Artaud sent que els corbs són la societat ficant-se dins de Van Gogh i fent-li suïcidar-se.

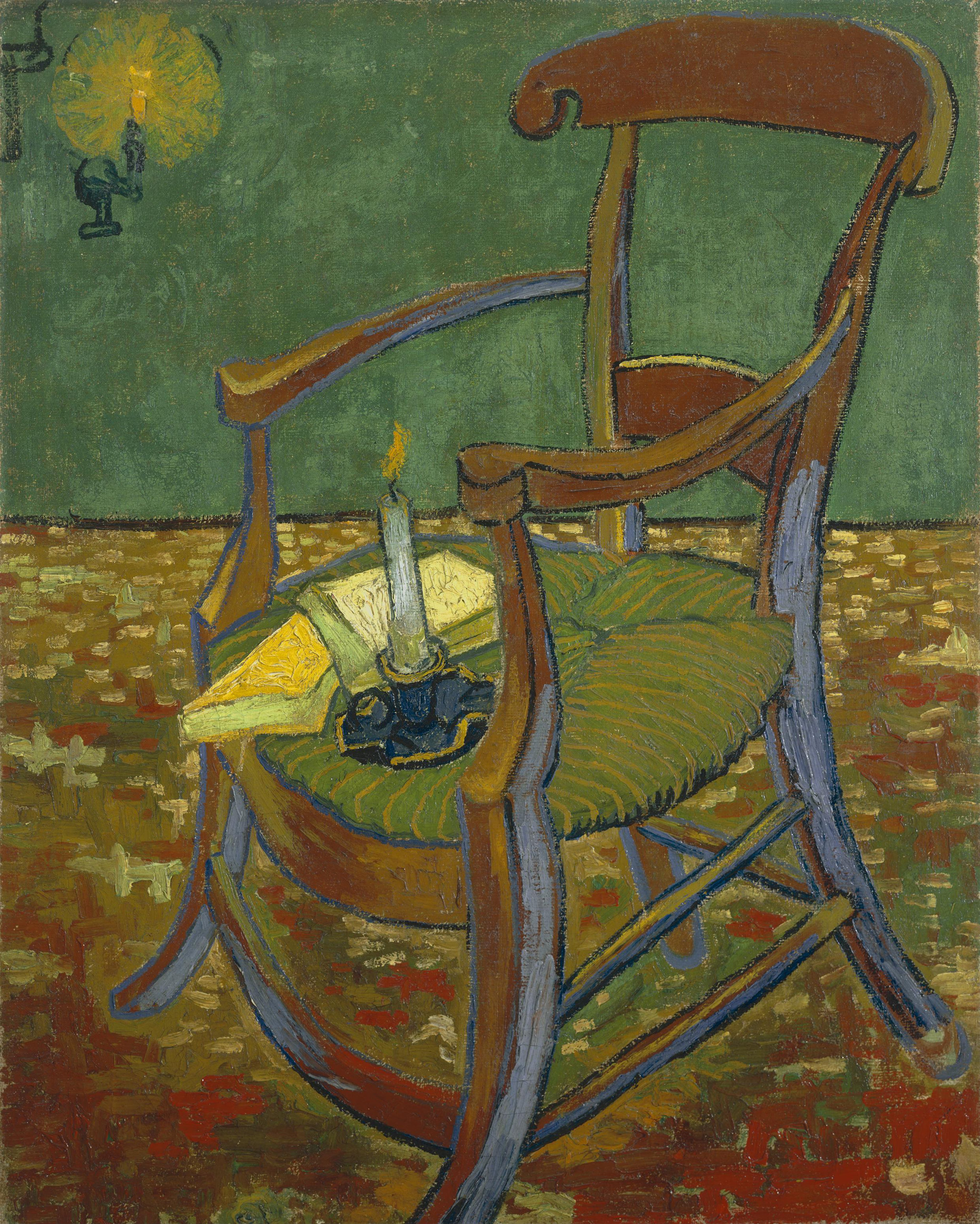
Cadira de Gauguin (1888), de Vincent Van Gogh. Artaud oposa la personalitat de Van Gogh a la de Gauguin, partint d'aquest quadre

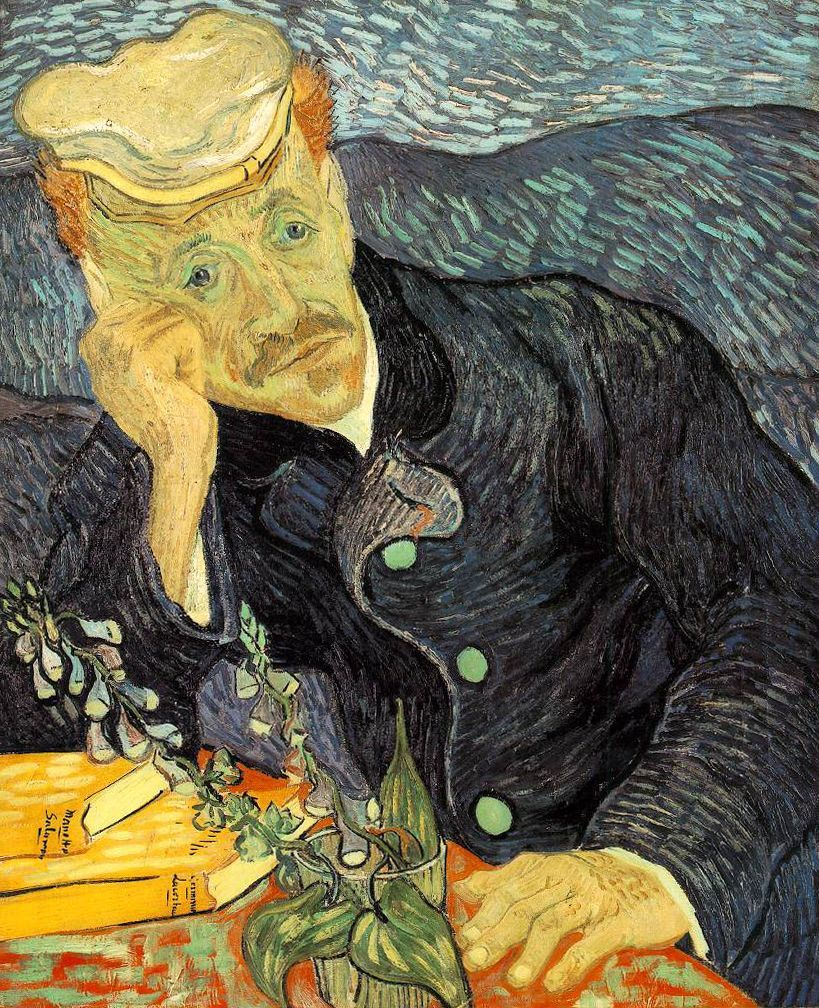
Retrat del Dr. Gachet de Van Gogh. Artaud atribueix al metge i psiquiatre Gachet la responsabilitat principal de la mort de Van Gogh

Van Gogh, el suïcidat per la societat és un assaig realitzat per l'escriptor francés Antonin Artaud (1896-1948) al 1947 sobre la bogeria i el suïcidi del pintor neerlandès Vincent van Gogh (1853-1890). L'obra fou guardonada a l'any següent amb el Premi Saint-Beuve d'assaig.
En escriure l'assaig, Artaud venia de nou anys de reclusió en els manicomios francesos, patint l'aplicació d'electroxocs. En l'assaig sobre Van Gogh, Artaud denuncia la psiquiatria i elabora una visió alternativa de la bogeria. A l'any següent Artaud -com Van Gogh- també moriria suïcidat, a causa d'una sobredosi.

## L'assaig
És un assaig curt de 21 pàgines, en què Artaud desplega un qüestionament a la psiquiatria prenent com a cas exemplar la mort de Vincent Van Gogh, però amb esments puntuals al seu propi cas, sostenint que tots els psiquiatres són "erotòmans", en el sentit de maníacs sexuals:
 
"Enfront de la lucidesa de Van Gogh en acció, la psiquiatria resta reduïda a un reducte de goril·les, realment obsessionats i perseguits, que només disposen, per mitigar els més espantosos estats d'angoixa i opressió humana, d'una ridícula terminologia, digne producte dels seus cervells viciats. No hi ha psiquiatre que no siga un erotòman notori. I no crec que la regla de l'erotomania inveterada dels psiquiatres en tinga cap excepció. En conec un que es rebel·là, fa uns anys, davant la idea de veure'm acusat en bloc al conjunt d'insignes cràpules i xarlatans patentats al qual pertanyia. Pel que fa a mi, Sr. Artaud -em deia- no soc erotòman, i el repte que presente una sola prova per fonamentar-ne l'acusació. Només he de presentar-lo a vosté mateix, Dr. L..., com a prova; duu l'estigma als morros, tros de porc immund."
La cita continua amb expressions demolidores d'Artaud contra el "Dr. L." i la seua "innoble sexualitat". Paule Thévenin, marmessor i editora d'Artaud, confirmaria que el "Dr. L." era el famós psicoanalista Jacques Lacan, que havia atés Artaud en els primers anys de la seua reclusió psiquiàtrica i havia diagnosticat que el dramaturg es trobava "fixat", i pronosticà que mai més tornaria a escriure i que moriria als vuitanta anys. El fallit "pronòstic" de Lacan esdevingué amb el temps un acudit de la gent de teatre de França.
Artaud sosté que Van Gogh "no era boig" sinó un home "amb un angle de visió" que anava més enllà d'acceptar el conformisme dels costums, per qüestionar les institucions de la societat. Van Gogh era per a Artaud "el més pintor de tots els pintors".
| « | ¿Què s'entén per autèntic alienat? És una persona que prefereix tornar-se boja -en un sentit social del mot- abans que trair una idea superior de l'honor humà. Una persona alienada és en realitat algú a qui la societat es nega a escoltar, i a qui vol impedir que expresse determinades veritats insuportables. | » |

Per a Artaud, la societat no es limità a alienar a Van Gogh, sinó que l'empenyé a la mort, "el va suïcidar" quan Van Gogh arribà amb el seu cos i la seua pintura a trobar el lloc del jo humà, el lloc del predomini de l'esperit sobre el cos i la carn, una cosa que havia buscat tota la vida.
 "(Van Gogh) no se suïcidà en un atac de bogeria... Al contrari, acabava... de descobrir què i qui era ell mateix, quan la consciència general de la societat, per castigar-lo per haver-se'n apartat, el feu suïcidar-se.
Tot seguit, Artaud relaciona la tesi del seu assaig amb la pintura de Van Gogh. D'aquesta manera interpreta als corbs negres del famós quadre Camp de blat amb corbs, una de les seues darreres pintures com "una inundació de corbs negres en les fibres del seu arbre intern, (que) el submergí en una darrera onada, i prenent-li el lloc, el va matar".
En línia amb la seua concepció del teatre de la crueltat, Artaud assenyala la diferència radical entre Van Gogh i Paul Gauguin, a partir de la presència del ciri encés en la Cadira de Gauguin:
| « | Gauguin creia que l'artista havia de cercar el símbol, el mite, engrandir les coses de la vida fins a la dimensió del mite; mentre que Van Gogh creia que cal aprendre a deduir el mite de les coses más pedestres de la vida, i segons jo ho veig, collons si hi tenia raó. | » |

Artaud sosté en el seu assaig que Van Gogh arribà al suïcidi pel Dr. Gachet, al qual defineix com un "psiquiatre" (entre cometes), que "detestava en realitat a Van Gogh, pintor, i que el detestava com a pintor, però sobretot com a geni". Artaud denuncia, en la figura i el paper jugat per Gachet en la mort de Van Gogh, tota la psiquiatria i la seua funció normalitzadora:
| « | En tot psiquiatre vivent hi ha un sòrdid i repugnant atavisme que li fa veure en cada artista, en cada geni, un enemic... El doctor Gachet fou el grotesc Cèrber, l'icorós i purulent Cèrber, de jaca blava i tela emmidonada, posat davant el míser Van Gogh per a arravatar-li les seues sanes idees. | » |

Però no sols assenyala la responsabilitat de Gachet en la mort de Van Gogh, sinó la del seu germà Theo, tractant de limitar l'activitat de Van Gogh a la pintura, evitant que pensara:
| « | Entre el doctor Gachet i Théo, el germà de Van Gogh, hi hagué molts d'aquells fètids conciliàbuls entre familiars i metges caps dels asils d'alienats, concernents al malalt que tenen entre mans. "Vigile'l perquè ja no tinga aquesta mena d'idees". "Te n'adones, el doctor ho ha dit, t'has de desfer d'aquesta mena d'idees". "Et fa mal pensar-hi sempre; et quedaràs internat per sempre". Aquesta és xerrameca de psiquiatra bon jan, que sembla inofensiva, però que deixa al cor quelcom semblant a la petjada d'una llengüeta negra, la llengüeta negra anodina d'una salamandra verinosa. I algunas vegades no cal res més per indur un geni a suïcidar-se. | » |

Ja al final de l'assaig, Artaud troba el nucli de la genialitat de Van Gogh en el fet d'haver estat "un pobre ignorant obstinat a no enganyar-se" i diu que això no pot ser comunicat, tal com ell mateix pensava. Acaba expressant-se amb contundència, utilitzant el seu famós llenguatge no simbòlic de cos sense òrgans creat a partir de glossolàlies:
| « | O VIO PROFE, O VIO PROTO, O VIO LOTO, O THETÉ. ¿Per a què descriure un quadre de Van Gogh? Cap descripció intentada per qualsevol podrà equiparar-se a la simple alineació d'objectes naturals i de tintes a què es dona Van Gogh, tan gran escriptor com pintor, i que transmet a propòsit de l'obra que descriu la impressió de la més desconcertant autenticitat. | » |

## Dades històriques
Els estudis històrics han posat serioses ombres sobre les condicions professionals i personals del Dr. Paul Gachet. Gachet tractà a Van Gogh durant els últims 80 dies de la seua vida, requerit pel seu germà Theo, i el seu acompliment sobre la salut mental i fins i tot la mort de Van Gogh s'ha qüestionat. El mateix Van Gogh li deia a Theo, en les seues cartes, que estava "més malalt del que jo estic".
L'opinió general més acceptada sosté que Gachet "s'aprofità de la fràgil salut i la inestabilitat emocional de Van Gogh" i no va atendre degudament el pintor després de ferir-se amb el tir que li causà la mort l'endemà passat. La veritat és que el Dr. Gachet esdevingué el més gran posseïdor de pintures de Van Gogh, que a la seua mort passaren als seus dos fills (Marguerite i Paul-Louis).
Però, a més, el Dr. Gachet era un pintor aficionat, igual que el seu fill, Paul-Louis Gachet. Tots dos pintaven amb el pseudònim van Ryssel. Algunes teories sostenen que el Dr. Gachet aprofità els dies d'agonia de Van Gogh per apoderar-se de les seues pintures i que tant ell com el seu fill copiaren quadres de Van Gogh i en vengueren les còpies com a originals. Fa uns anys, el Museu d'Orsay feu una exposició de la col·lecció de Gachet, mostrant moltes còpies i deixant un gran dubte sobre la seua autenticitat.